# Comune di Grenaa
Il comune di Grenaa, fino al 1º gennaio 2007 è stato un comune danese situato nella contea di Århus, il comune aveva una popolazione di 18 641 abitanti (2005) e una superficie di 196 km². Capoluogo era la cittadina omonima.
Dal 1º gennaio 2007, con l'entrata in vigore della riforma amministrativa, il comune è stato soppresso e accorpato ai comuni di Nørre Djurs, Rougsø e alla parte orientale del comune di Sønderhald per dare luogo al neo-costituito comune di Norddjurs compreso nella regione dello Jutland Centrale (Midtjylland).

## Storia

### Simboli
Lo stemma si basava su un sigillo dell'inizio del XIV secolo e vi è rappresentato un ponte sul fiume Grenaaen. Ad ogni lato del ponte si trova una chiesa a simboleggiare la chiesa locale ed una cappella più antica. Le stelle e i crescenti sono simboli cristiani dell'epoca.